# Franz Xaver Buchner
Franz Xaver Buchner (* 1. November 1872 in Möning; † 12. April 1959 in Eichstätt) war ein deutscher katholischer Priester, Domkapitular in Eichstätt und Kirchenhistoriker.
Er beschäftigte sich insbesondere mit der Geschichte des Bistums Eichstätt vom Mittelalter bis in die Neuzeit sowie der Geschichte der Oberpfalz.

## Ehrungen
- 1953: Ernennung zum Päpstlichen Hausprälat
- 1957: Bundesverdienstkreuz 1. Klasse der Bundesrepublik Deutschland[2]

## Schriften
- Eichstätter Familienbuch. Bürgerbuch der Stadt Eichstätt und der eingepfarrten Orte von 1589–1618. (Hg. von Bruno Lengenfelder), Gesellschaft für Familienforschung in Franken, Nürnberg 2007, ISBN  3-929865-51-3
- Schulgeschichte des Bistums Eichstätt vom Mittelalter bis 1803. Lassleben, Kallmünz 1956, OCLC 230087138
- S. Wunnibald. Apostel des Nord- und Sualafeldgaues: I. Seine Vita von der Zeitgenossin Hugeburg; II. Seine Verehrung innerhalb und außerhalb des Bistums Eichstätt. Lassleben, Kallmünz 1951, OCLC 645117166
- Das Bistum Eichstätt: historisch-statistische Beschreibung, auf Grund der Literatur, der Registratur des Bischöflichen Ordinariats Eichstätt sowie der pfarramtlichen Berichte. 2 Bände, Eichstätt 1937/1938. (Digitalisate Band 1, Band 2)
- Mortuarium sacerdotum: das ist Gedenkbüchlein aller seit 1800 verstorbenen Priester, welche dem Bistum Eichstätt durch Geburt oder Wirksamkeit angehört haben. Brönner & Daentler, Eichstätt 1936, OCLC 162961395
- Volk und Kult. Studien zur deutschen Volkskultur nach pfarrarchivalischen Quellen. Schwann, Düsseldorf 1936, OCLC 187020685
- Forschungen zur Eichstätter Bistumsgeschichte. 2 Bände. Eichstätt 1911/1929. Bd. 1, Johann III., der Reformator des Bistums, OCLC 162697112 Bd. 2, Visitationsberichte 1499 und 1601, OCLC 73051044
- Ursprung der Altöttinger Wallfahrten.  Boegl, Neumarkt/Opf. 1923, OCLC 72092419
- Die mittelalterliche Pfarrpredigt im Bistum Eichstätt. Boegl, Neumarkt/Opf. 1923, OCLC 55549458
- Oberweilinger Geschichten: nach den Archivauszügen des Pfarrers J. B. Silberhorn. Boegl, Neumarkt/Opf. 1922, OCLC 632955485
- Verfassung und Rechte der Landkapitel: geschichtliche Entwicklung bis zum Ende des 19. Jahrhunderts. Boegl, Neumarkt/Opf. 1919, OCLC 215805386
- Archivinventare der katholischen Pfarreien in der Diözese Eichstätt. Duncker & Humblot, München 1918, OCLC 35575777
- Dienstunterweisung für katholische Mesner. Eichstätt 1918, OCLC 163192672
- Das Neueste über Christof Willibald Ritter von Gluck. Oberpfalz-Verlag, Kallmünz, 1915, OCLC 238791921
- Die 14 hl. Nothelfer. Ein Lehr-, Trost- und Gebetbuch für Leidende aller Art, zum Jubiläum des Wallfahrtskirchleins auf dem Möningerberge. Brönner, Eichstätt 1909, OCLC 633721686
- Necrologium cleri saecularis Eystettensis das ist Generalschematismus der 1760 bis 1904 verstorbenen Weltpriester der Diözese Eichstätt. Brönner, Eichstätt 1906, OCLC 162633874
- Die Kretinenanstalt Lauterhofen. Festschrift zum 25jährigen Jubiläum des Bestandes dieser Anstalt; nebst einigen älteren Nachrichten über das ehemalige Schloss und den Markt Lauterhofen. Keller, Dillingen 1906, OCLC 162696699
- Wolfgang Adam Berschmid, Pfarrer von Königstein (Sulzbach, Obpf.). Ein Diasporaseelsorgebild aus dem 18. Jahrhundert ausgehoben aus der Pfarrmatrikel. Kaufbeuren 1903, OCLC 600942904